# Досон Крик
Досон Крик (енгл. Dawson Creek) је град у Канади у покрајини Британска Колумбија. Према резултатима пописа 2011. у граду је живело 11.583 становника.

## Становништво
Према резултатима пописа становништва из 2011. у граду је живело 11.583 становника, што је за 5,4% више у односу на попис из 2006. када је регистровано 10.994 житеља.
| 2006.  | 2011.  | 2016.  |
| ------ | ------ | ------ |
| 10.994 | 11.583 | 12.178 |